# Nick Boles
Nick Boles, né le 2 novembre 1965 est un député britannique, membre de la chambre des communes du Royaume-Uni de 2010 à 2019.